# Tozal de Fontana
Tozal de Fontana är en bergstopp i Spanien.   Den ligger i provinsen Província de Lleida och regionen Katalonien, i den nordöstra delen av landet, 400 km nordost om huvudstaden Madrid. Toppen på Tozal de Fontana är 2 527 meter över havet.
Terrängen runt Tozal de Fontana är huvudsakligen bergig, men åt sydväst är den kuperad. Runt Tozal de Fontana är det glesbefolkat, med 8 invånare per kvadratkilometer. Närmaste större samhälle är Vielha, 10,4 km norr om Tozal de Fontana. Trakten runt Tozal de Fontana består i huvudsak av gräsmarker.